# Paectes languida
Paectes languida är en fjärilsart som beskrevs av W. Warren 1914. Paectes languida ingår i släktet Paectes och familjen nattflyn. Inga underarter finns listade i Catalogue of Life.